# Кляйн, Вилли
Виллибальд (Вилли) Кляйн (нем. Willibald (Willi) Klein; 18 февраля 1927, Оберстдорф, Бавария — 6 ноября 1997, Сан-Бартоломе-де-Тирахана, Канарские острова) — западногерманский горнолыжник. Участник зимних Олимпийских игр 1952 года.

## Биография
Вилли Кляйн родился 18 февраля 1927 года в немецком городе Оберстдорф.
Выступал в соревнованиях по горнолыжному спорту за «Оберстдорф». Трижды становился чемпионом ФРГ: в 1950 году в слаломе, в 1952 году — в скоростном спуске и комбинации.
В 1952 году вошёл в состав сборной Германии на зимних Олимпийских играх в Осло. В скоростном спуске занял 16-е место, показав результат 2 минуты 42,8 секунды и уступив 12 секунд завоевавшему золото Дзено Коло из Италии. В слаломе занял 16-е место, показав по сумме двух заездов результат 2.08,9 и уступив 8,9 секунды победителю Отмару Шнайдеру из Австрии. В гигантском слаломе занял 32-е место с результатом 2.46,2, уступив 21,2 секунды обладателю золото Стейну Эриксену из Норвегии.
Работал мастером по монтажу отопления в собственной фирме.
Умер 6 ноября 1997 года в испанском городе Сан-Бартоломе-де-Тирахана во время игры в гольф на отдыхе.